# Чумак, Владимир Семёнович
Владимир Семёнович Чумак (23 февраля 1926 — 3 ноября 1978) — советский пехотинец во время Великой Отечественной войны, Герой Советского Союза (27.02.1945). Гвардии ефрейтор.

## Биография
Родился 23 февраля 1926 года в селе Михайловка (ныне Искитимского района Новосибирской области). Из крестьян. В детстве семья переехала в село Бурмистрово Искитимского района Новосибирской области. Там окончил школу и в первые военные годы работал в колхозе.
В Красной Армии с ноября 1943 года. Окончил 15-ю окружную школу снайперской подготовки Сибирского военного округа в городе Асино Томской области. Служил в 21-м запасном стрелковом полку в городе Бердск Новосибирской области. 
Участник Великой Отечественной войны с июля 1944 года. Воевал стрелком и автоматчиком в 221-м гвардейском стрелковом полку 77-й гвардейской стрелковой дивизии 69-й армии 1-го Белорусского фронта. Участвовал в Белорусской наступательной операции и в боях на Пулавском плацдарме. Комсомолец Чумак на передовой был выбран комсоргом роты.
Совершил выдающийся подвиг в начале Висло-Одерской стратегической наступательной операции. В первый день наступления, на рассвете 14 января 1945 года, когда части армии перешли в наступление с Пулавского плацдарма на Висле, Владимир Чумак первым поднялся в атаку и первым прорвался к вражеским позициям. Гранатой он уничтожил расчёт немецкого пулемёта, а из захваченного пулемёта открыл огонь по врагу. Первая линия траншей была захвачена.
Без передышки рота двинулась вперёд  ко второй траншее. И там он ворвался в неё впереди роты. В жестоком ближнем бою в траншеях и окопах он лично уничтожил 8 гитлеровцев и троих захватил в плен. При штурме третьей траншеи, когда противник попытался контратаковать, Владимир Чумак взял ручной пулемёт погибшего бойца и огнём в упор отбил немецкую атаку, вынудив уцелевших солдат врага к бегству. В тот же день Владимир Чумак отличился в уличных боях по освобождению польского города Зволень. Всего в этот день на боевом счету сибиряка было около 20 уничтоженных немецких солдат.
За мужество и героизм, проявленные в борьбе с захватчиками, Указом Президиума Верховного Совета СССР от 27 февраля 1945 года гвардии ефрейтору Чумаку Владимиру Семёновичу присвоено звание Героя Советского Союза с вручением ордена Ленина и медали «Золотая Звезда».
Демобилизован по ранению в 1945 году. Вернулся в Бурмистрово. В 1951 году окончил сельскохозяйственную школу в Новосибирске. Работал агрономом и председателем колхоза в Бурмистрово. С 1962 года до последнего дня жизни — заместитель директора Бурмистровской школы по административно-хозяйственной части. Скончался 3 ноября 1978 года. Похоронен на кладбище деревни Бурмистрово.

## Награды
- Герой Советского Союза (27.02.1945)
- Орден Ленина (27.02.1945)
- Орден Отечественной войны II степени (24.02.1945)
- Медаль «За отвагу» (31.08.1944)
- Другие медали СССР